# Zeppelin (Film)
Zeppelin (Originaltitel: Zeppelin), auch bekannt als Zeppelin – Das fliegende Schiff, ist ein britisches Filmdrama vom Regisseur Étienne Périer aus dem Jahr 1971. Der Film wurde von der Getty & Fromkess Corporation nach einer Geschichte von Owen Crump produziert. Zeppelin ist die fiktive Geschichte eines deutschen Versuchs, in den Wirren des Ersten Weltkriegs mit Hilfe eines riesigen Zeppelins die Magna Carta aus ihrem Versteck in einer schottischen Burg zu stehlen. Die Hauptrollen spielen Michael York, Elke Sommer, Peter Carsten und Anton Diffring.

## Handlung
Im Jahr 1915 tritt der Erste Weltkrieg in eine neue technische Phase der Entwicklung und Zerstörung. Der deutschstämmige Brite Geoffrey Richter-Douglas (Michael York) ist jetzt ein Leutnant in der britischen Armee. Sein Leben ändert sich, als er Stephanie (Alexandra Stewart), eine deutsche Spionin, kennen- und lieben lernt. Sie schlägt vor, für sein altes Vaterland, wo die Mitglieder seiner Familie und Freunde immer noch leben, zu spionieren. Als loyaler britischer Soldat berichtet er dies jedoch seinem vorgesetzten Kommandanten. Überraschend will dieser jedoch auch, dass Geoffrey nach Deutschland geht – allerdings auf eine geheime Mission, um Baupläne des neu entwickelten Typs des Zeppelin LZ 36 zu stehlen. Geoffrey verlässt England undercover als Deserteur.
Bald darauf kommt er nach Friedrichshafen, wo sein langjähriger Freund, der Erfinder Professor Altschul (Marius Goring) mit seiner schönen, sehr viel jüngeren Frau Erika (Elke Sommer) lebt. In Deutschland, unter alten Freunden, entdeckt Geoffrey, dass Loyalität komplizierter ist, als er erwartet hat. Dies wird ihm besonders vor Augen geführt, als er sich während der Jungfernfahrt des mächtigen neuen Prototyps des Zeppelin auf geheimer Mission, die den Ausgang des Krieges entscheidend beeinflussen könnte, an Bord des Luftschiffes befindet. Der Zeppelin kann in Höhen vordringen, wo ihn kein anderes Flugzeug und kein feindliches Feuer erreichen kann. Als Richter-Douglas erfährt, dass bei dieser Operation die Magna Carta mittels des Luftschiffs gestohlen werden soll, ist er zwischen seiner Loyalität zu Großbritannien und seinen Gefühlen, die er für Erika hat, hin- und hergerissen. Er ist gezwungen, eine Entscheidung zu treffen.

## Kritiken
„Das deutsche Luftschiff Zeppelin soll während des Ersten Weltkriegs das englische Geheimarchiv in Schottland zerstören, was ein eingeschleuster englischer Spion verhindert. Fantasievolles Luftfahrtabenteuer von teilweise entwaffnender Naivität.“

## Produktionsnotizen
Der Zeppelin wurde als ein 40-Fuß langes Modell realisiert, welches über einem großen Wassertank in den Rinella Film Studios in Malta in Szene gesetzt wurde. Es kam aber auch die bekannte Matte Painting-Technik unter Cliff Culley zum Einsatz. Die Bauten stammten von Bert Davey, die Bühnenbilder von Arthur Taksen. Für die Spezialeffekte zeichnete Cliff Richardson verantwortlich. Die Nachbauten und Darstellungen des Zeppelins entstanden unter Leitung des ehemaligen Chefkonstrukteurs der Luftschiffbau Zeppelin, Friedrich Sturm.
Die Szenen in Luftschiffhallen spielenden Szenen wurden an originalen Drehorten am ehemaligen Luftschiffhangar in Cardington, Bedfordshire gefilmt.
Die Luft-Kampfszenen wurden in Irland, unter Zuhilfenahme von Lynn Garrisons Sammlung der Repliken von Flugzeugen aus dem Ersten Weltkrieg, die ursprünglich für die 20th Century Fox für deren Filmprojekt Der blaue Max mit George Peppard gebaut worden waren, gefilmt. Unglücklicherweise standen die Dreharbeiten unter keinem guten Stern. Während der Sequenzen mit einer der SE–5a-Repliken, die von dem Irish-Air-Corps-Piloten Jim Liddy geflogen wurden, kollidierte der Flieger am 18. August 1970 in Wicklow, Irland, mit einem Alouette-Hubschrauber. Als Folge davon wurden fünf Menschen getötet, darunter Burch Williams, der Bruder von Elmo Williams (dem großen Hollywood-Produzenten), der Kameramann Skeets Kelly, der SE–5a Pilot Jim Liddy, der Hubschrauberpilot Pilot Gilbert Chomat und ein weiteres Crew-Mitglied.

## Soundtrack
- Roy Budd: Teile des Zeppelin Soundtracks finden sich auf der CD Blue Soldier / Catlow / Zeppelin von Roy Budd – Cinephile CIN CD 022[2]